# تيم لي
تيم لي (بالإنجليزية: Tim Lee)‏ هو موسيقي ودي جيه ومنتج أسطوانات وكاتب أغاني بريطاني، ولد في يناير 1970.

## وصلات خارجية
- تيم لي على موقع ميوزك برينز (الإنجليزية)
- تيم لي على موقع ميوزك برينز (الإنجليزية)
- تيم لي على موقع أول ميوزيك (الإنجليزية)
- تيم لي على موقع ديسكوغز (الإنجليزية)